# Megachile barbatula
Megachile barbatula är en biart som beskrevs av Smith 1879. Megachile barbatula ingår i släktet tapetserarbin, och familjen buksamlarbin. Inga underarter finns listade i Catalogue of Life.